# Парагвай на Олімпійських іграх
Парагвай вперше взяв участь в Олімпійських іграх 1968 року на Іграх в Мехіко і з того часу не пропустив жодної літньої Олімпіади, крім Ігор 1980 року в Москві. У зимових Олімпійських іграх спортсмени Парагваю не брали участь.
За час виступу на Олімпійських іграх парагвайські спортсмени завоювали лише одну олімпійську медаль. 2004 року на Іграх в Афінах, парагвайські футболісти поступилися у фіналі Олімпійського турніру команді Аргентини і отримали срібну медаль.

## Медалі
| Медаль | Спортсмен                 | Ігри       | Вид спорту | Дисципліна |
| ------ | ------------------------- | ---------- | ---------- | ---------- |
| Срібло | Збірна Парагваю з футболу | 2004 Афіни | Футбол     | Чоловіки   |